# Percy John Harding
Percy John Harding (Londres, 15 de junho de 1845 – 1943?) foi um matemático inglês. 
Foi palestrante convidado do Congresso Internacional de Matemáticos em Cambridge (1912).